# Войтюк, Светлана Юрьевна
Светлана Юрьевна Войтюк (22 ноября 1964 года, г. Уфа, Башкирская АССР) — писательница и поэтесса.
Член Союза писателей Российской Федерации и Республики Башкортостан (2006).

## Биография
Светлана Юрьевна Войтюк родилась 22 ноября 1964 года в городе Уфе Башкирской АССР, ныне Республики Башкортостан.
В 1987 году окончила филологический факультет Башкирского государственного университета.

## Творчество
Основное направление творчества — детская литература. Со студенческих лет публиковалась во многих республиканских газетах, сотрудничала с радио и телевидением. В дальнейшем в разные годы (2003—2014 гг.) ее произведения были опубликованы в издаваемых в Москве детских журналах «Веселые картинки», «Миша», «Мурзилка», «Кукумбер», «Шишкин лес», а также журналах «Костер» (Санкт-Петербург), «Осьминожка» и «Улыбка» (Ростов-на-Дону); в «Литературной газете» (2007, № 16); в выходящих в Республике Башкортостан литературно-публицистическом журнале «Бельские просторы» и в газете «Истоки».
Стихи Светланы Войтюк включены в хрестоматию «300 новых стихов к праздникам» (М.: Астрель, 2009), в литературно-педагогический альманах «Волшебный мир чтения» (Спб.: Куль-информ-пресс, 2010), в сборник «400 любимых стихотворений» (М.: Астрель, 2010), в книги «Исключение из правил» (М.: Детская литература, 2011), «Стихи и рассказы о маме» (М.: Астрель, 2010), «Лучшие стихи» (М.: Оникс, 2014), в книжки «Огородник», «Снеголов», «Про козу и розу», в трехтомник Международного конкурса детской и юношеской художественной и научно-публицистической литературы имени А. Толстого (М.: Ключ-С, 2007), в трехтомники произведений современных российских детских авторов «32 писателя», «50 писателей» и «Праздник слова» (М.: Российский писатель, 2007, 2008, 2009), которые выпушены по издательской программе правительства г. Москвы, а также в книги для слепых детей (азбука Брайля), «Детское чтение» (Спб.: Чтение, 2009).

### Книги
- Как троллейбус с трамваем бодался: Стихи. Уфа: Китап, 2008.
- Мама: Стихи. Челябинск: Умница, 2008.
- Про педали: Стихи. Челябинск: Умница, 2008.
- Дырка от бублика: Стихи. Челябинск: Умница, 2008.
- Литературное чтение. Уфа: Китап, 2010.
- Времена года: Стихи. Уфа: Китап, 2011.
- Как Бегемотик в школу ходил: Стихи. Уфа: Восточная печать, 2011.
- Апчхи-стихи: Стихи. Уфа: БГПУ, 2013.
- Веснушки моей бабушки: Рассказы. Уфа: Китап, 2013.

## Награды и премии
- Дипломант конкурса детских и юношеских писателей имени А. Толстого (2007)
- Серебряный лауреат Международного конкурса «Золотое перо Руси» (2008)
- Призер конкурса детских и юношеских писателей имени А. Толстого (2009)
- Третье место в фестивале «ДАР» в номинации «Литература для детей» (Екатеринбург, 2012).